# Palazzo Lucini Arborio Mella
Palazzo Lucini Arborio Mella è una dimora storica di San Giorgio su Legnano, comune della città metropolitana di Milano, in Lombardia. Il palazzo, che è dotato di un salone avente la volta affrescata da Biagio Bellotti, è stato edificato tra la fine del XVII secolo e l'inizio del XVIII secolo.

## Storia

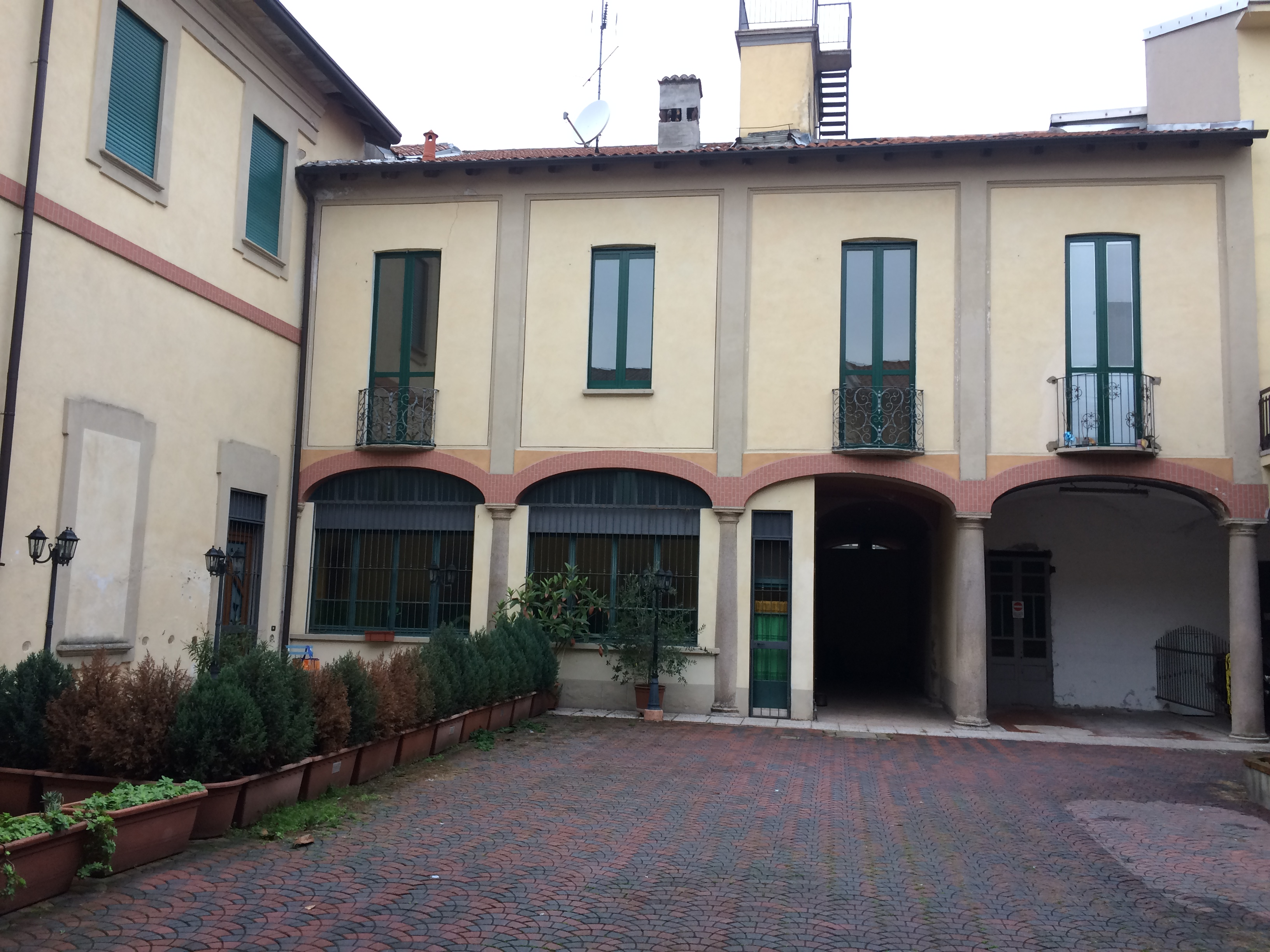
Palazzo Lucini Arborio Mella

Palazzo Lucini Arborio Mella in un'immagine della prima parte del XX secolo

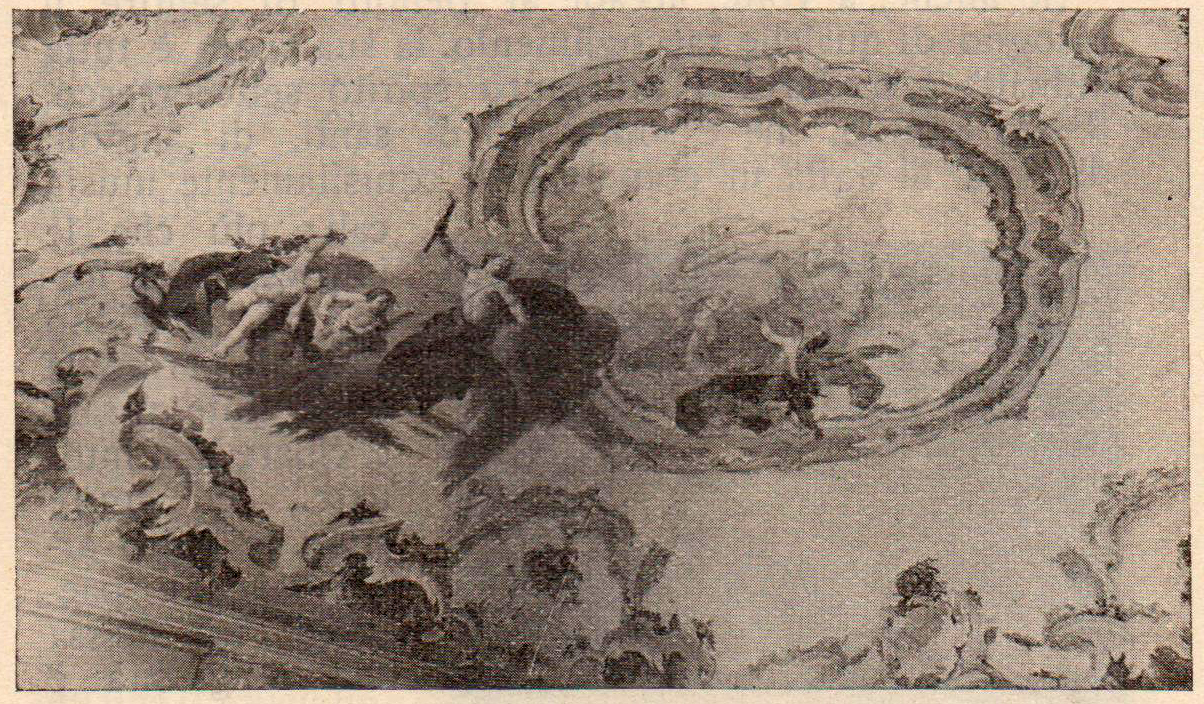
Gli affreschi della sala di rappresentanza, opera di Biagio Bellotti, in una foto d'epoca

Fu realizzato in un momento compreso tra la fine del XVII secolo e l'inizio del XVIII secolo. All'inizio del XVIII secolo l'edificio, come testimoniato da un documento, era di proprietà del conte Francesco Lucini. L'edificio passò poi ai conti Arborio Mella, da cui il nome del palazzo.
Da un punto di vista artistico, del palazzo sono notevoli un balconcino in ferro battuto e il salone principale, che è impreziosito da una volta affrescata da Biagio Bellotti: questi dipinti vennero eseguiti durante alcuni lavori che coinvolsero la villa nel 1750.
La villa fu venduta da Teodoro dei conti Mella nel 1922 e divisa in varie proprietà. Una parte di palazzo Lucini Arborio Mella è stata la prima sede del municipio del comune di San Giorgio su Legnano, funzione che ebbe dal 1924 al 1929.
La villa possedeva un giardino storico che in seguito è stato venduto alla parrocchia per consentire la costruzione della chiesa Beata Vergine Assunta, dell'ex cinema Sotera (che richiama il nome medievale di San Giorgio su Legnano), dell'ex oratorio femminile e di un parcheggio.
Parte dell'edificio, dopo aver ospitato la biblioteca comunale, è diventata sede di un asilo nido.